# Max Geldray
Max Geldray (12 de febrero de 1916 – 2 de octubre de 2004) es el nombre artístico de Maximiliaan van Gelder. Fue un armonicista de jazz. Se dice que fue el primero en introducir este instrumento en el jazz.
Nació en Ámsterdam de padres judíos. Se le conoce por sus actuaciones ocasionales en la serie de comedias de la   BBC radio The Goon Show antes de emigrar a los Estados Unidos. Estimulado por el responsable de la serie,  Goon Michael Bentine, Geldray escribió una historia de su carrera en la profesión musical que fue publicada bajo el nombre de "Goon With The Wind".
Tras el final de The Goon Show en 1960, Geldray se estableció en California, volviendo a aparecer brevemente para un especial recordatorio de su antiguo Show, The Last Goon Show of All en 1972. También trabajó como consejero en el centro de desintoxicación Betty Ford . Falleció en Palm Springs a la edad de 88 años.